# Katharina Tanzer
Katharina Tanzer (* 26. Juli 1995 in Scheibbs) ist eine österreichische Judoka und vierfache österreichische Staatsmeisterin -48 kg. Sie trägt den 2. Dan.

## Biografie

### Ausbildung
Katharina Tanzer wuchs in Gresten im Bezirk Scheibbs in Niederösterreich auf. Sie begann ihre Judolaufbahn beim SV Ulmerferld in Niederösterreich.
Mit dem Beginn ihres Studiums wechselte sie zum Wiener Judoverein Vienna Samurai. Durch das intensivere Training gelang es ihr bis 2016 sich insgesamt vier Mal bei österreichischen Meisterschaft in den Altersklassen U21 und U23 zu platzieren. 2016 gelang es Tanzer das erste Mal die Staatsmeisterschaft und eine Europacup Medaille zu gewinnen.
Im Juni desselben Jahres erlitt sie bei einem Trainingslager in Japan einen Riss des Kreuzbandes.
Im Dezember 2017 bestand Tanzer die Prüfung zum 1. Dan.

### Qualifikation für die Olympischen Spiele 2020
Durch ihre Erfolge bei Europacups und der Staatsmeisterschaft ist Tanzer seit 2018 aktive Sportlerin des Heeressportzentrums des Österreichischen Bundesheers. Sie trägt den Dienstgrad Gefreiter.
Nach insgesamt drei Operationen und über zweijährigen Wettkampfpause konnte sie sich im Herbst 2018 zwei Medaillen bei Continental Opens und eine Medaille bei dem Europacup in Bratislava zurückmelden. Bei den Europaspielen 2019 in Minsk holte sie für Österreich gemeinsam mit Sabrina Filzmoser, Bernadette Graf, Michaela Polleres, Lukas Reiter, Marko Bubanja und Stephan Hegyi die Bronze-Medaille im Mixed-Team-Bewerb. In der Qualifikationsperiode für die Olympischen Spiele 2020 konnte Tanzer sich noch zwei weitere Medaille bei Continental Opens sichern. Sie sammelte 583 Punkte im IJF Olympia Ranking und qualifizierte sich mit Rang 61 in ihrer Gewichtsklasse nicht für die Sommerspiele in Tokyo.

### Olympische Spiele 2024
In der Qualifikationsperiode für die Olympischen Spiele 2024 konnte Tanzer 1643 Punkte im IJF Olympia Ranking sammeln. Sie sicherte sich so einen europäische Kontinental-Quoten-Platz. Sie nahm an den Olympischen Spielen 2024 sowohl in der Gewichtsklasse -48 kg als auch im Mixed-Team (zusammen mit Lubjana Piovesana, Michaela Polleres, Samuel Gaßner, Wachid Borchashvili und Aaron Fara) teil.
Im Einzelbewerb musste sie sich nach einem Sieg gegen Ka Lee (HKG), der späteren Silbermedaillen-Gewinnerin, Bawuudordschiin Baasanchüü (MGL), geschlagen geben. Die erste Begegnung im Mixed-Team-Bewerb verlor Tanzer mit Österreich gegen Deutschland mit 1:4 und belegte den neunten Platz.
Für ihre Teilnahme bei den Olympischen Spielen wurde ihr vom Österreichischen Judoverband der Nidan verliehen.

## Mannschaftsmeisterschaft
Mit dem Vereinswechsel 2015 nahm Tanzer gemeinsam mit ihrem Team an der Österreichischen Mannschaftsmeister der Frauen teil. Als Sieger qualifizierte sich der Verein zur Teilnahme an der Golden League 2015 in Wien, wo er als erstes Österreichisches Frauenteam eine Medaille für Österreich gewinnen konnte. Im Jahr darauf schafften sie es, sich bei der Golden League 2016 in Russland eine weiter Medaille zu sichern. Um in den nächsten Jahren, in der 2016 gegründeten Frauen Judo Bundesliga, konkurrenzfähig zu bleiben bildete Samurai Wien gemeinsam mit WAT Stadlau das Team Wien. Tanzer trug sowohl 2017 als auch 2019 zu den beiden Silbermedaillen der Mannschaft teil. Tanzer kämpfte 2018 zusätzlich noch in der Deutschen 1. BL Frauen als Gastkämpferin für den Verein TSV München Großhadern e.v. Im Jahr 2021 wechselt Tanzer zu Judo Leibnitz.
Da dieser Klub nicht in der Frauen Judo Bundesliga vertreten war, kämpfte sie in den Jahren 2021 und 2022 als Gastkämpferin für den JC Wimpassing in der Gewichtsklasse -48 kg. Nach dem Sieg im Jahr 2021 konnten sie 2022 erfolgreich den Titel verteidigen.

## Größte Erfolge

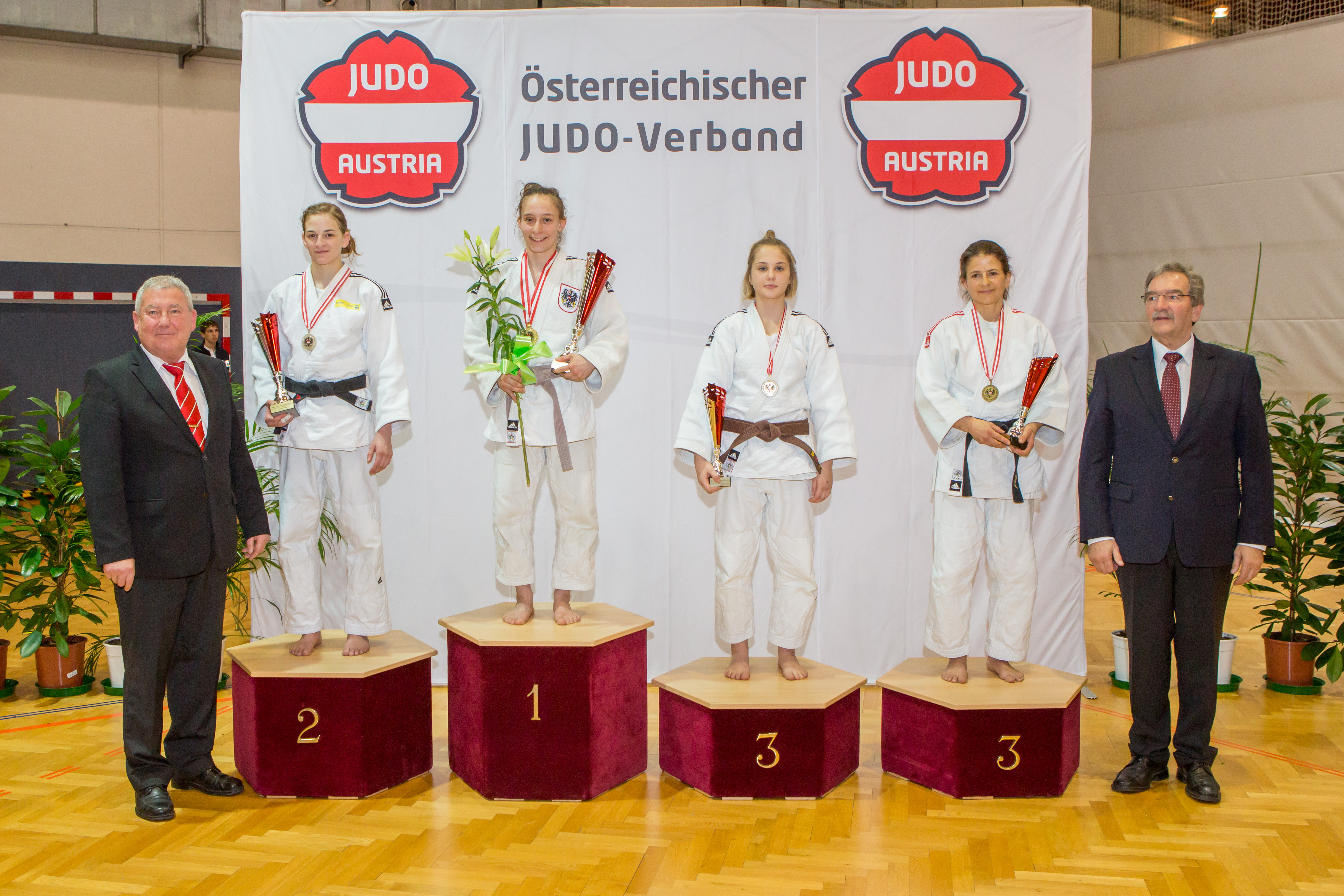
Judo Staatsmeisterschaften 2016 Siegerehrungen -48 kg: 1. Platz: TANZER Katharina

### IJF World Tour
- 2021 Grand Slam Baku (AZ): 2. Platz
- 2022 Grand Slam Tbilisi (GE): 3. Platz
- 2022 Grand Slam Baku (AZ): 7. Platz
- 2024 Grand Slam Baku (AZ): 7. Platz

- 2021 Grand Prix Zagreb (HR): 5. Platz
- 2022 Grand Prix Almada (PT): 5. Platz
- 2023 Grand Prix Linz (AT): 7. Platz

### European Team Championships
- 2019 Minsk (BY) Mixed Teams: 3. Platz[33]

### Europacup
- 2018 Bratislava (SK): 2. Platz
- 2016 Dubrovnik (HR): 2. Platz
- 2016 Uster (CH): 5. Platz

### Staatsmeisterschaften
- 2023 Eferding: 1. Platz
- 2021 Straßwalchen: 2. Platz
- 2019 Kufstein: 1. Platz
- 2018 Krems an der Donau: 1. Platz
- 2016 Wien: 1. Platz
- 2015 Klagenfurt: 3. Platz

### Österreichische Meisterschaft
- 2022 Leibnitz Damen-Bundesliga (Team JC Wimpassing) 1. Platz[32]
- 2021 Leonding Damen-Bundesliga (Team JC Wimpassing) 1. Platz[34]
- 2019 Niederwaldkirchen Damen-Bundesliga (Team Wien) 2. Platz[26]
- 2017 Wimpassing Damen-Bundesliga (Team Samurai Wien) 2. Platz[25]
- 2016 Graz U23: 3. Platz
- 2015 Gmunden Damen-Mannschaftsmeisterschaft (Team Samurai Wien): 1. Platz[35][36]
- 2015 Bischofshofen U23: 1. Platz
- 2014 Hard U23: 3. Platz
- 2015 Krems U21: 2. Platz

## Privates
Ihre Mutter Barbara Tanzer ist zweifache Vize-Staatsmeisterin bis 52 kg.